# 重盛 (小惑星)
重盛（しげもり、4376 Shigemori）は、小惑星帯にある小惑星である。
1987年3月、新島恒男と浦田武が群馬県尾島町（現・太田市）で発見した。

## 名称
平安時代末期の武将・公卿で、平清盛の長男である平重盛（1139年 - 1179年）にちなむ。
浦田は、(3585) 後白河や (3733) 義朝など、多くの小惑星に『平家物語』に登場する平安時代末期（保元・平治の乱から源平合戦にかけて）の人物の名を付けている。重盛の父の (4375) 清盛、子の (4377) 維盛、妹の (5242) 建礼門院をはじめとする平家一門も小惑星に命名されている。